# Suchý žleb

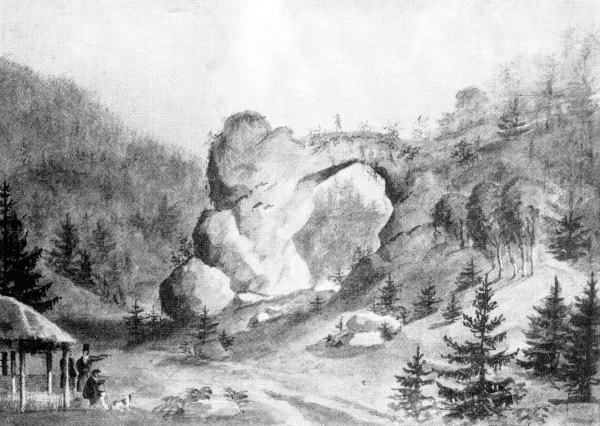
Čertův most v Suchém žlebu roku 1833

Suchý žleb je asi 5 km dlouhý krasový kaňon v Moravském krasu, který vede od jeskyně Balcarka ke Skalnímu mlýnu.
Suchý žleb začíná u Vintockých jeskyňkách pod Ostrovem u Macochy, kde se po jeho pravé straně nachází volně přístupná Cigánská jeskyně. Horní částí žlebu vede silnice, která se pod Vilémovicemi rozdvojuje a žlebem pokračuje asi ještě 1 km k propasti Macocha. U odbočky k Macoše je původní silnice uzavřena a hlubokým kaňonem vede tudy pouze cyklostezka a trasa pro pěší. Po vstupu do krasového kaňonu se objevují na obou stranách cesty menší jeskyně a jeskyňky (např. Verunčina, Kravská, Kalova díra a další), některé jsou volně přístupné. V Suchém žlebu jsou dvě úzké skalní soutěsky, které se nazývají Horní Úzká a Dolní Úzká. Ve spodní části Suchého žlebu se nacházejí dva skalní mostky – Čertův most a Čertova branka (která má svou známější jmenovkyni i v Pustém žlebu). I zde se nacházejí další četné jeskyně a jeskyňky, z nichž nejznámější je Rytířská jeskyně, kde jsou pozůstatky jeskynního hradu, který byl ve středověku obýván. Téměř na konci Suchého žlebu se nachází zpřístupněná Kateřinská jeskyně.

## Nejdůležitější jeskyně Suchého žlebu

### Jeskyně severní části
- Cigánská jeskyně – volně přístupná jeskyně s několika komíny, dříve byla hojně navštěvována kočovnými cikány

### Jeskyně vilémovického systému
Jeskyně se nacházejí ve střední části suchého žlebu, kde se údolí rozšiřuje směrem k Vilémovicím.
- Smrtní jeskyně – nachází se asi 100 metrů severně od Vilémovic při silnici směrem k Ostrovu u Macochy, je volně přístupná
- Srnčí jeskyně – leží na pravém svahu žlebu asi 200 metrů od silnice. Jeskyně je otevřena, uzavřeny jsou vstupy do propastí uvnitř jeskyně.
- Ovčí díra – má nápadně klenutý 8 metrů široký a 5 metrů vysoký vchod. Byla zde nalezena lebka pižmoně východního.

### Jeskyně jižní neboli "syrové" části Suchého žlebu
Jeskyně se nacházejí v zalesněném údolí žlebu.
- Verunčina jeskyně – leží asi 600 m od Macochy
- Kravská díra – má 10 metrů široký a 4 metry vysoký vchod. Je volně přístupná.
- Kalovy jeskyně (propasti) – jedná se o jeskyně, ve kterých jsou propasti hluboké 43 metrů. Jeskyně je až k propastem přístupná.
- Psí díra – 3 metry široký a 3 m vysoký vstup do jeskyně, která leží 60 m západně od Horní Úzké.
- Novákova jeskyně – je tvořena jedinou 30 metrů dlouhou chodbou táhnoucí se k jihozápadu.
- Balákova jeskyně – nachází se v Dolní (Spodní) Úzké, má nízký vchod a po 8 metrech se lomí a rozšiřuje na dvě síňky
- Mastný flek – leží v Dolní Úzké, v zimních měsících je patrné místo, kde sníh taje - "mastný flek".
- Výtoková jeskyně – nachází se v Dolní Úzké
- Jeskyně Králova – má asi 80 metrů dlouhou chodbu, je nepřístupná.
- Suchožlebská jeskyně (též "Krápníková" nebo "Zazděná") – jeskyně byla objevena při stavbě silnice Suchým žlebem. Jeskyně je dlouhá asi 85 metrů.
- Komínovitá jeskyně – jeskyně leží 11 metrů nad údolím, je dlouhá 47 metrů a ukončena komínem.
- Rytířská jeskyně – jediný dosud objevený jeskynní hrad v České republice, ležící v levém svahu Suchého žlebu
- Zbojnická jeskyně – její vchod je 10 metrů široký a 6 metrů vysoký, jeskyně je dlouhá 23 metrů.

### Kateřinské jeskynní bludiště
- Jeskyně Koňská jáma – leží na pravém svahu Suchého žlebu. Do jeskyně vedou dva vchody vzdálené 10 metrů od sebe. Jeskyně je přístupná, ale nebezpečná, protože jsou v ní spadené balvany a nacházejí se zde propástky a prohlubně. Celková délka chodeb tohoto jeskynního bludiště činí zhruba 200 metrů.
- Kateřinská jeskyně – veřejnosti přístupná jeskyně. Byla známá už od pravěku, první výzkumy zde prováděl roku 1865 Jindřich Wankel. Zpřístupněna pro veřejnost byla roku 1910.

## Fotogalerie

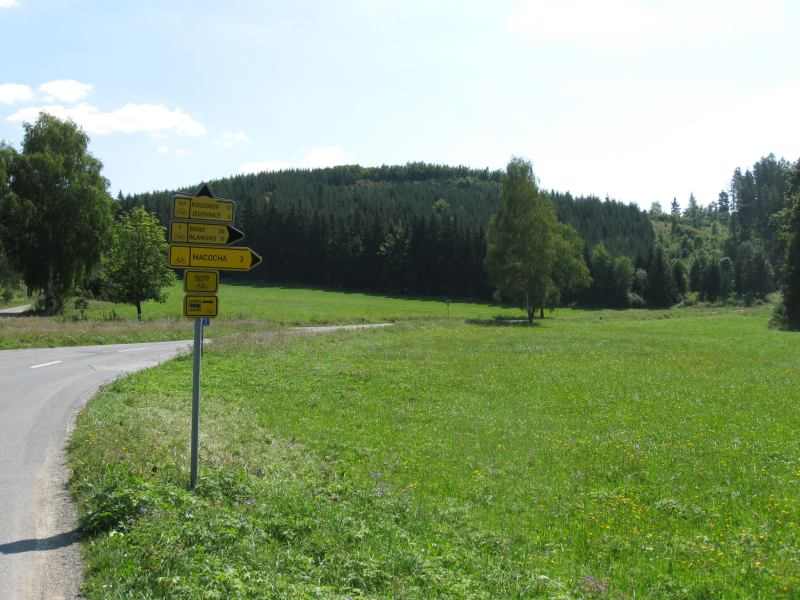
Začátek Suchého žlebu za Balcarkou
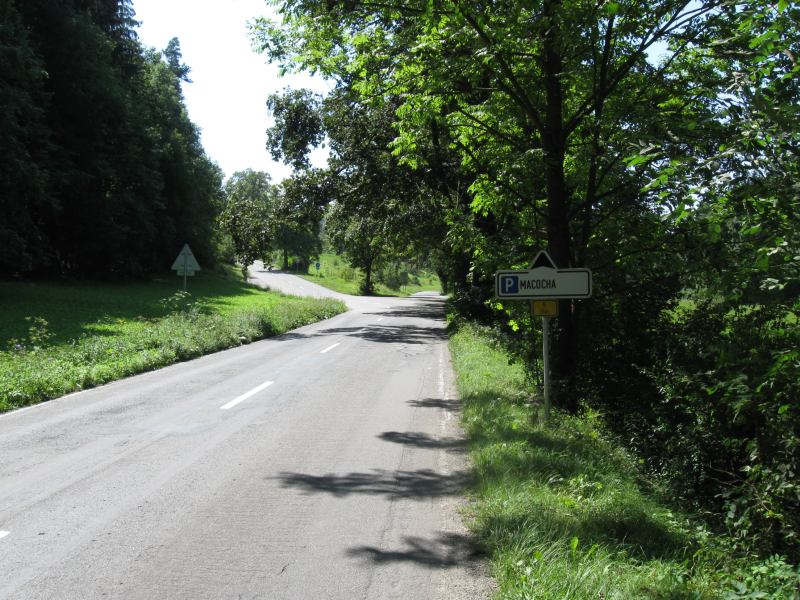
Rozcestí pod Vilémovicemi
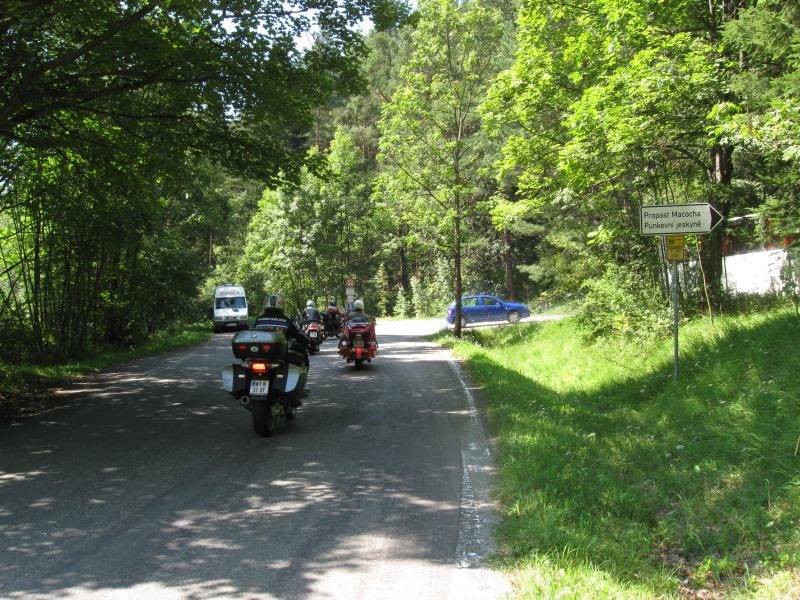
Odbočka na Macochu
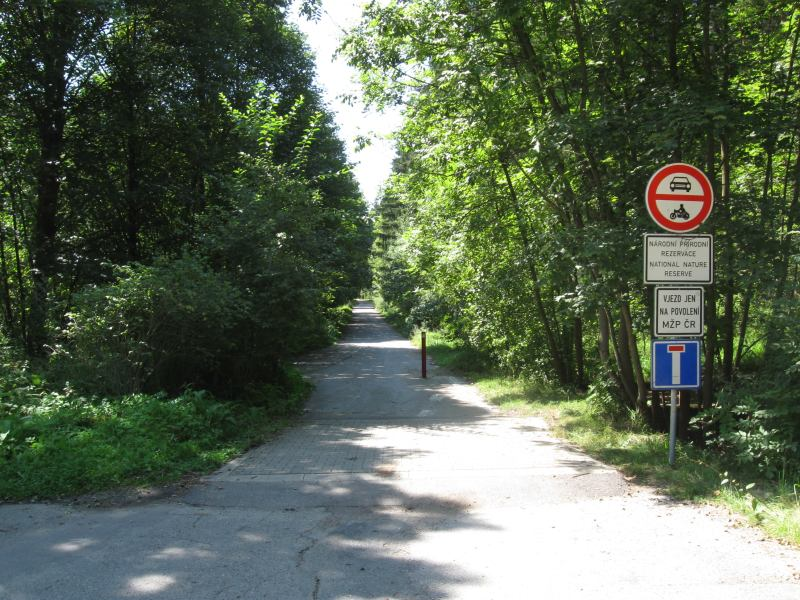
Cyklostezka a pěší stezka Suchým žlebem
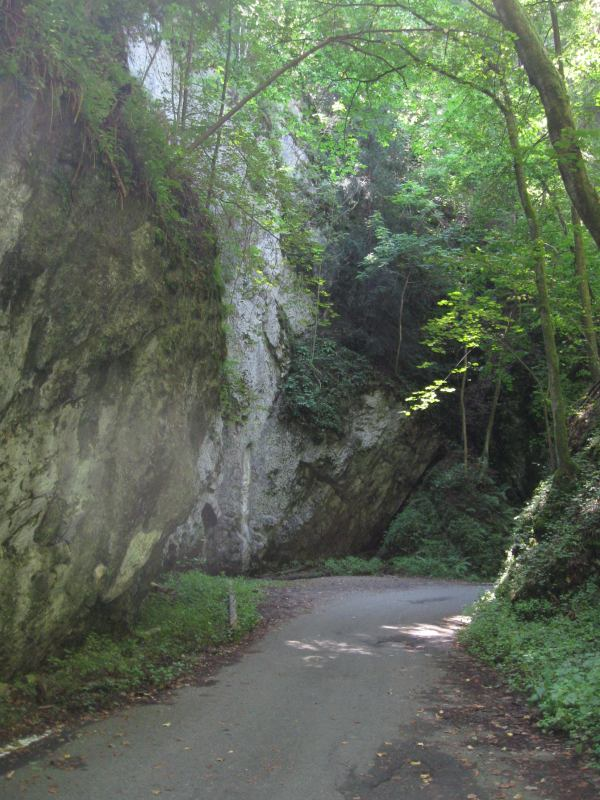
Soutěska Horní Úzká
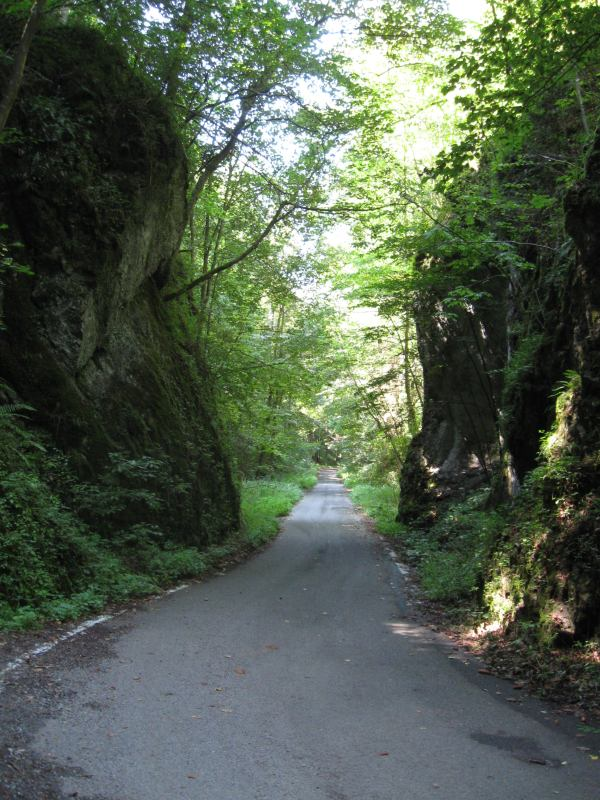
Soutěska Horní Úzká
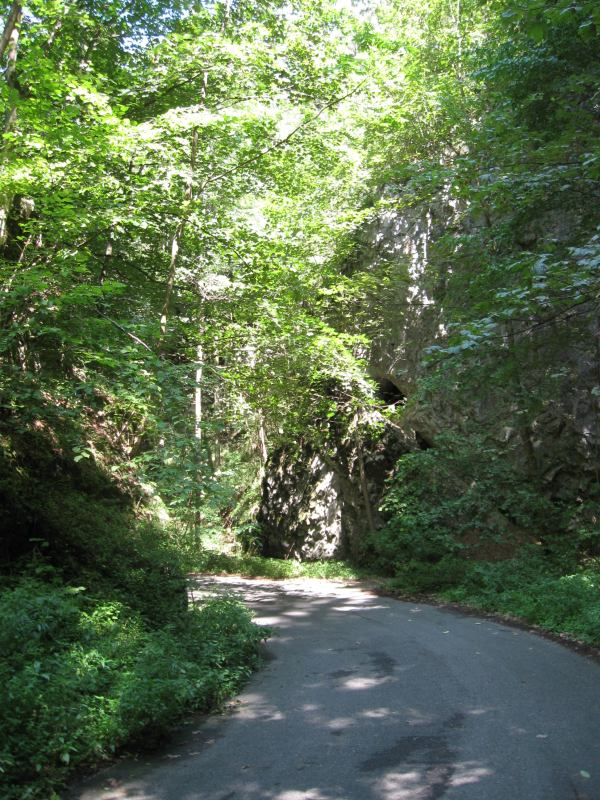
Soutěska Dolní Úzká
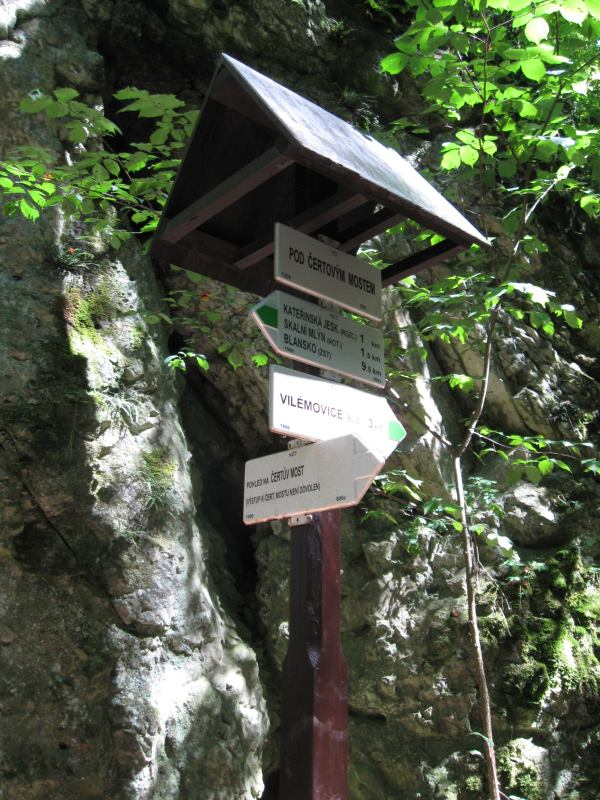
Pod Čertovým mostem
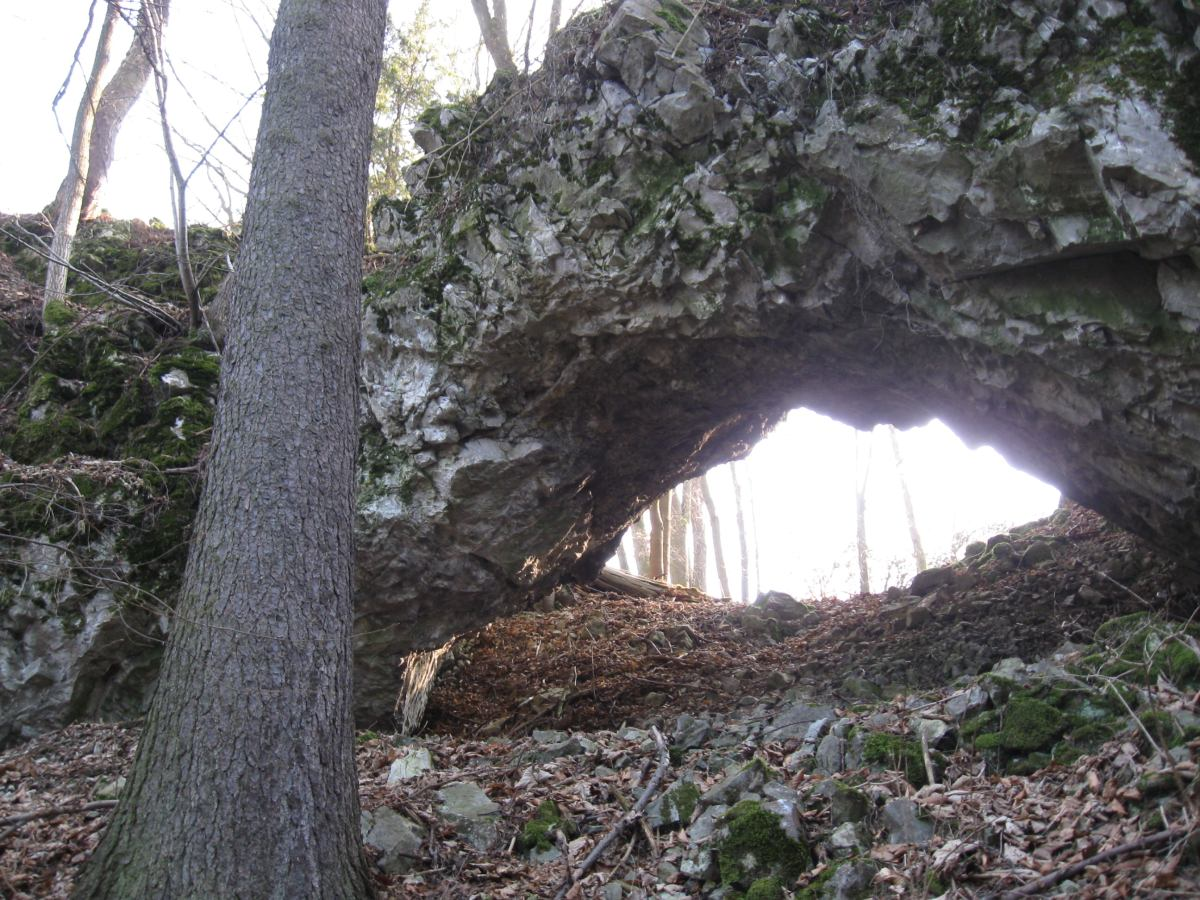
Čertova branka (též Čertova vrátka) v Suchém žlebu